# LBSC (人物)
カーリー・ローレンス (Curly Lawrence、1883年9月27日 - 1967年11月4日) とは、イギリスの技術者、模型設計者。LBSCのペンネームで知られている。

## 人物
イギリスの雑誌モデル・エンジニア・マガジンで数多くの模型蒸気機関車の記事を執筆して大きな足跡を遺した。LBSC はイギリスのロンドン・ブライトン・アンド・サウスコースト鉄道の頭文字である。
LBSCは1883年 9月27日に生まれた。洗礼を受けウィリアム・モーリス・ベンジャミン (William Morris Benjamin ) と名づけられた。後に彼の父が苗字を変更した際に苗字がマティソン (Mathieson ) となった。1902年以後、ウィリアムはリリアン・カーリー・ローレンス (Lillian Curly Lawrence ) に改名した。なぜ彼が女性の名前を選択したかは明確ではない。1908年にサラ・ムント (Sarah Munt ) と結婚した。サラはマーベル (Mabel ) の名で知られている。LBSCは幼少時から蒸気機関車を愛し、後に彼のペンネームの由来となるロンドン・ブライトン・アンド・サウスコースト鉄道で数年を過ごした。

## ボイラーにおける論争
LBSCの人生にとって転換点となったのは1922年、彼は"battle of the boilers"として知られるようになった。彼は2年半の間模型技術の頂点を極めた。LBSCの主張は、模型機関車は売られていたり愛好者が製作する水管式ボイラーよりも、実物同様に忠実に模型化した複数の煙管と複数の加熱管のある煙管式ボイラーを装備して石炭を燃やすべきであるというものだった。
LBSCのライブスチームの機関車のボイラーの形式はかなり多くの乗客を運搬できる事が証明された。彼の2 1/2インチ軌間の4軸駆動の『Ayesha 』は、200 lb運搬した。一方、同規模の水管式ボイラーの機関車は30 lbしか運べなかった。LBSCはこの機関車を1922年7月にロンドンで開催されたModel & Experimental Engineers meetingで実演し、この結果、モデル・エンジニア・マガジンに制作方法を掲載した。
1924年には更なる挑戦としてヘンリー・グリーンリーの設計したバセット・ロークの機関車とLBSCの機関車の間で"バトルオブザボイラーズ"が起こり最終的にはLBSCの説が正しいことが証明され、LBSCとグリーンリーは生涯にわたり対抗心を持つようになる。

## 執筆
LBSCは多数のイギリスの模型技術雑誌に、1923年から亡くなる直前の1967年までに多くの製作記事を寄稿した。それには1922年1月から、1959年5月と、1966年1月から1967年10月までモデル・エンジニア・マガジンに寄稿した2600近くに上る記事も含まれる。
この間LBSCは166の異なる機関車を設計した。Oゲージから5インチゲージまで50以上の機関車を彼自身が設計し製作した。これらの多くの設計は現在でも入手でき、後にそれらの幾つかは書籍として出版された。

## 軌間論争
1920年代にLBSCが出版を開始するまでは、模型機関車は2つの流派に分かれていた。一方は実物同様のボイラーの設計と運転を行う、ヘンリー・グリーンリーがロムニー・ハイス&ディムチャーチ鉄道向けに設計した15インチ軌間のように10 1/4インチ以上の軌間の機関車である。もう一方は外観のみを実物に似せたバセット・ロークから販売されていたような2 1/2インチ以下の真に模型と呼ぶにふさわしいものであった。
後者の機関車は実物に似せた庭園鉄道で模型の客車を牽引して走った。2 1/2インチから10 1/4インチの間の軌間は事実上存在しなかった。LBSCの設計の出現は実物の運転士を運べるもので、"模型"鉄道としての実感を欠く物であったが、運転操作はより楽しいものであった。実物同様のボイラーの設計を小型のスケール (Oスケールや1 3/4インチゲージ、2 1/2インチゲージ) に取り入れたことにより大きな3 1/2インチ、5インチや7 1/4インチゲージの機関車製作の設計が増えた。これはLBSCの設計の普及に反映される。1920年代には27種の小型スケールの設計があり、3 1/2インチ以上のものはたった1種だけであったが、1930年代には50種の設計が小型スケールで、7種が大型スケールで1940年代には17対19となり、1950年代には10対21、1960年代には最終的に2対5となった。

## 遺産
LBSCの主張は十分な意欲がある人は誰でも蒸気機関車を製作出来るというものであった。彼の設計の多くは実物のエンジンを基にしており、しばしばそれらは自宅での製作者の為に改良され単純化される。全て良い性能を発揮する。彼の機関車製作に関する記述は広範囲に及び"Shop, Shed, and Road"と呼ばれる本に収録されている。1929年に初版が発行され今尚模型技術者の原典として考えられている。この記事を通じてLBSCは多くの愛好家に機械加工と模型蒸気機関車の楽しさを伝えた。
謎に満ちた人柄で彼の仕事に対する批判に対して絶える能力は殆ど無く言及しなかった。かれはそれにもかかわらず彼の読者と全く簡単に聞こえる複雑な作業を共感していた。
数え切れないほど多数の機関車が製作され現在も世界中で運転されている。LBSCは1967年11月4日に他界した。亡くなる1ヶ月前までモデルエンジニア誌へ寄稿した。
多くの模型機関車に関する著作を遺しており、それらは今尚、愛好家の間で利用される。彼の設計した模型機関車はカロリーが高く、灰が少ない良質のウェールズ炭の使用を前提としたボイラーが多く、ウェールズ炭の入手の困難な地域では蒸気発生量が下がる。

## 主な著作
- FOR OLD TIMES SAKE ‘RAINHILL’
- INTRODUCING ‘BAT’ AND ‘OWL’
- MONA — A SIMPLE 0-6-2 TANK ENGINE
- PRINCESS MARINA
- SMALL LOCOMOTIVE CONSTRUCTION - BUILDING A SMALL EDITION OF THE LMS LOCOMOTIVE ‘PRINCESS ROYAL’ FOR 2 1/2" GAUGE
- SMALL LOCOMOTIVE CONSTRUCTION - HOW TO BUILD A 2 1/2" GAUGE ‘GREEN ARROW’
- SMALL LOCOMOTIVE CONSTRUCTION - HOW TO BUILD A GREAT WESTERN TYPE LOCOMOTIVE BOILER
- SMALL LOCOMOTIVE CONSTRUCTION - HOW TO BUILD ‘EVA MAY’
- SMALL LOCOMOTIVE CONSTRUCTION - HOW TO BUILD ‘GIRTON’ A SCHOOLS CLASS LOCOMOTIVE FOR GAUGE 1
- SMALL LOCOMOTIVE CONSTRUCTION - HOW TO BUILD ‘MABEL HALL’ A GWR 4-6-0 LOCOMOTIVE FOR 2 1/2" GAUGE
- LBSC, (1990, first published 1929). Shop, Shed and Road - The Live Steam Book, TEE Publishing, ISBN 0-905100-86-7
- LBSC & Evans, Martin (1980). Evening Star - Building a 3½ inch Gauge BR 2-10-0 Locomotive, Argus Books Ltd, ISBN 0-85242-634-8
- LBSC & Evans, Martin (1976, first published 1968) Simple Locomotive Building - Introducing LBSC's Tich, Model & Allied Publications Ltd, ISBN 0852427867
- LBSC (1960, first published 1949), How to Build Princess Marina, LMS 2-6-0 Mogul in 3½ inch Gauge, Model & Allied Publications Ltd
- LBSC (first published 1960), Building Speedy, A GWR 0-6-0 Tank in 5 inch Gauge, TEE Publishing
- LBSC (1960), Betty, The Mongoliper 2-6-2 in 3½ inch Gauge, Model & Allied Publications Ltd
- LBSC (first published 1977), Maisie, Words and Music, TEE Publishing
- LBSC, his many articles (1922–1967) in Model Engineer Magazine, currently published by MyHobbyStore, Orpington, Kent, UK